# AN/ALE-55

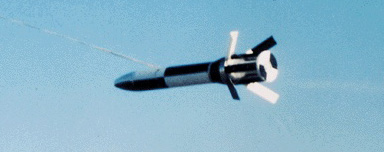
Der geschleppte Teil des ALE-55

Das AN/ALE-55 (JETDS-Bezeichnung) oder „Fiber-Optic Towed Decoy“ (FOTD) ist ein geschlepptes System für elektronische Gegenmaßnahmen zum Schutz von Kampfflugzeugen. Es wird von dem britischen Konzern BAE Systems produziert.

## Beschreibung
Das ALE-55 basiert auf dem Schleppköder-Konzept des AN/ALE-50-Systems und soll die Trägerplattform vor radargelenkten Lenkflugkörpern schützen. Es kann zum einen wie beim ALE-50 als Radarköder genutzt werden, zum anderen aber auch als aktiver Störsender. Hierdurch ergibt sich ein besonderer Vorteil gegenüber modernen Lenkwaffen, welche mittels der „home-on-jam“-(HOJ)-Technik die Störquelle als Ziel erfassen und bekämpfen können, da diese nun auf das geschleppte System aufschalten und das Trägerflugzeug nicht mehr bedrohen.
Das System selbst besteht aus mehreren geschleppten Radarködern, einem Startgerät und einem Kontrollsystem. Die Köder verlassen auf Kommando das Startgerät und werden mittels eines Kabels in einigen Dutzend Metern Entfernung hinter der Maschine hergezogen. Das System bleibt auch bei starken Manövern einsatzfähig und kann die heißen Abgase eines Nachbrenner-Triebwerks überstehen. Sollte der Köder getroffen und zerstört werden, so wird das Kabel eingeholt und ein weiterer Köder ausgesetzt. Wenn dieser allerdings die Bedrohung intakt übersteht, so kann er ebenfalls eingeholt werden und später wieder zum Einsatz kommen. Im Gegensatz zum ALE-50 wird das ALE-55 mittels eines Glasfaserkabels an die Bordelektronik angebunden, so dass der Schleppköder auf deren Rechenleistung zurückgreifen kann und so einen vollwertigen modernen Störsender darstellt. Im Allgemeinen ist der geschleppte Teil des Systems nur dessen Antenne, da das Stör- oder Ködersignal an Bord des Trägerflugzeugs bereits vollständig „hergestellt“ und anschließend nur noch durch den geschleppten Teil ausgesendet wird. Um besonders hohe Abstrahlleistungen zu erzielen, werden zwei Wanderfeldröhren parallel genutzt. Das System ist auch in den AN/ALQ-214-EloGM-Komplex integriert. Hierdurch ergibt sich auch die Möglichkeit, ein wesentlich breiteres Frequenzspektrum abzudecken, da die Störsender an Bord der Trägerplattform und im geschleppten Teil unabhängig in verschiedenen Frequenzbereichen arbeiten können.
Das System ist seit 2006 einsatzbereit und die US Navy hat einige Modelle zur Erprobung mit der F/A-18E/F Super Hornet beschafft.

## Funktionsweise
Der Bekämpfungsablauf des Systems ist in drei Phasen gegliedert: Sobald die bordeigene Radarwarnanlage der Trägerplattform eine feindliche Lenkwaffe erfasst, versucht das Störsystem an Bord des Flugzeuges mit hoher Abstrahlleistung eine Erfassung während der Suchphase zu verhindern. Sollte dies fehlschlagen, so wird das Störsystem des ALE-55 aktiviert, welches nun versucht, mittels des geschleppten Störsenders die Zielerfassung der feindlichen Rakete aufzuheben. Sollte auch dies misslingen, so deaktiviert das System den Störsender und aktiviert den Köder-Modus, der den geschleppten Störsender in einen Radarköder verwandelt, welcher einen erheblich größeren Radarquerschnitt produziert als die Trägerplattform, wodurch er für die Lenkwaffe ein attraktiveres Ziel darstellt. Parallel wird außerdem Chaff durch einen Täuschkörperwerfer an Bord des Trägerflugzeuges ausgestoßen, um die anfliegende Rakete weiter zu verwirren.

## Plattformen
- B-1B Lancer
- F/A-18E/F Super Hornet
- P-8 Poseidon